# Просянский пруд
Прося́нский (ранее Просяной) пруд — утраченный (спущенный) пруд, располагавшийся в центральной части Казённого Измайловского Зверинца. Самый большой из водоёмов, входящих в комплекс искусственных Измайловских прудов.

## Описание водоёма
Водоём удерживался Просянской (Жуковской) земляной плотиной на реке Измайловке (ныне Серебрянка); занимал современную акваторию Серебрянки от плотины до Лебедянского пруда вверх по течению.
Общая площадь — 60 га. На востоке имел два рукава — устье Липитинского ручья, исток которого — Липитинские пруды, располагавшиеся на северо-востоке Измайлова (названы по селу Липитино), и устье реки Серебрянки, расположенное ниже Лебедянского пруда. Ширина Просянского пруда составляла 0,5 км, длина — 1,5 км.
В настоящее время акватория спущенного пруда представляет собой обширные болотные территории (низинные болота) и фрагменты заливных лугов. На месте днища Просянского пруда преобладают заросли черноольшаника.

## Плотина
Просянская (Жуковская) плотина была сооружена в XVII в. для сдерживания вод Просянского пруда. Ранее в месте, где находился выход реки Серебрянки из пруда, располагалась водяная мельница. В настоящее время плотина сильно осыпалась, мельница не сохранилась. Через реку был сооружён вело-пешеходный мост из сваренных металлоконструкций. По состоянию на 2022 год мост отсутствует, работ по сооружению нового не проводится.

## История

### Петровская эпоха
Летом 1686 г. царь Пётр I прогуливался верхом по Измайловскому Зверинцу вместе с Ф. Тиммерманом и дошёл до ангаров Льняного двора, в которых они обнаружили ботик. Парусный бот был завезён боярином Н. И. Романовым в начале века. После реставрации царь Пётр Алексеевич некоторое время плавал на «Святом Николае» по Яузе, но по причине «…река для лавировки была тесна, то ботъ перенесли въ Просяной прудъ…». Позже катание перенесено на Плещеево озеро.

### Восстановление пруда
Проект восстановления спущенного Просянского пруда появился в годы реконструкции Москвы. В 1935 году был принят генеральный план реконструкции Москвы, где был отмечен Просянский пруд в центре Измайловского парка им. Сталина. Многими советскими архитекторами были предложены другие проекты. В большинстве — проекты содержали реконструкцию пруда. Л. М. Перчик составил проект объединения Просянского, Декоративного, Красного, Собачьего, Совхозного прудов и болот в верховье реки Нищенки в один водоём (1935 г.). Архитекторы В. Н. Семёнов и С. Е. Чернышёв предлагали объединить Просянский и Лебядинский в Измайловские пруды, через которые будет сооружён мост на месте плотины Лебедянского пруда. Однако, данный план не предполагал подвода водоканалов от Восточного канала (питание водоёмов от грунтовых вод, реки Серебрянки и её сохранившихся притоков).
В 1959 году в книге В. Кругликова упоминается вновь проект реконструкции Просянского пруда (площадь восстановленного пруда составит 80 га) и увеличения акватории Лебедянского (до 40 га). Предполагалось, что пруды будут наполняться водой, доставляемой по водоканалам из Волги. Проект не был осуществлён.
До 2010-х годов не было предпринято новых попыток в создании проектов по восстановлению Просянского пруда из-за сложившейся к этому времени определённой флоры и фауны на территории бывшей акватории пруда. В 2011 году вопрос восстановления снова был поставлен на повестку дня, но вскоре проект был приостановлен.